# Дискографија
Дискографија је селективан или свеобухватан списак аудио-записа обично појединог музичара, композитора или извођача. Обухвата податке попут имена извођача, места снимања, имена записа, датума издавања, позиција на топ-листама и броја проданих примерака.
Појам „дискографија” популаризовали су колекционари џез плоча 1930-их година. Љубитељи џеза су истраживали и самостално објављивали дискографије о томе када су прављене плоче и који су музичари били на њима, јер дискографске куће тада нису наводиле те податке на плочама или уз њих. Прве две џез дискографије биле су Rhythm on Record Хилтона Шлемана и Hot Discography Шарла Делонеа.
Колекција клавирских рола извођача назива се „ролографија”.